# Diocesi di Islamabad-Rawalpindi
La diocesi di Islamabad-Rawalpindi (in latino Dioecesis Islamabadensis-Ravalpindensis) è una sede della Chiesa cattolica in Pakistan suffraganea dell'arcidiocesi di Lahore. Nel 2021 contava 216.500 battezzati su 41.311.365 abitanti. È retta dall'arcivescovo (titolo personale) Joseph Arshad.

## Territorio
La diocesi comprende tutta la parte settentrionale del Pakistan:
- i distretti civili di Rawalpindi, Attock, Chakwal, Jhelum, Murree, Sargodha, Khushab e Gujrat nella provincia del Punjab;
- l'intera provincia di Khyber Pakhtunkhwa, con annesse le ex aree tribali di amministrazione federale;
- l'Azad Kashmir;
- e il Gilgit-Baltistan.

Sede vescovile è la città di Rawalpindi, dove si trova la cattedrale di San Giuseppe.
Il territorio è suddiviso in 24 parrocchie.

## Storia
La prefettura apostolica di Kafiristan e Kashmir fu eretta il 6 luglio 1887, ricavandone il territorio dalla diocesi di Lahore (oggi arcidiocesi).
Il 22 maggio 1913 la prefettura apostolica divenne suffraganea dell'arcidiocesi di Simla (oggi arcidiocesi di Delhi).
Il 10 luglio 1947 in virtù della bolla Prisca et communis di papa Pio XII la prefettura apostolica fu elevata al rango di diocesi e assunse il nome di diocesi di Rawalpindi.
Il 15 luglio 1950 entrò a far parte della provincia ecclesiastica dell'arcidiocesi di Karachi.
Il 17 gennaio 1952 cedette una porzione del suo territorio a vantaggio dell'erezione della prefettura apostolica di Kashmir e Jammu (oggi diocesi di Jammu-Srinagar).
L'8 maggio 1955 in virtù del decreto Cum Excellentissimus della Congregazione di Propaganda Fide si ampliò, acquisendo territori che erano appartenuti alla diocesi di Multan.
Il 1º giugno 1979 ha assunto il nome attuale in forza del decreto Cum Excellentissimus della Congregazione per l'evangelizzazione dei popoli.
Il 23 aprile 1994 è divenuta suffraganea dell'arcidiocesi di Lahore.

## Cronotassi dei vescovi
Si omettono i periodi di sede vacante non superiori ai 2 anni o non storicamente accertati.
- Ignatius Brouwer, M.H.M. † (1887 - 1894 dimesso)
- Dominic Wagenaar, M.H.M. † (13 marzo 1900 - 1914 dimesso)
- Robert J. Winkley, M.H.M. † (14 ottobre 1916 - 1º novembre 1930 deceduto)
  - Sede vacante (1930-1934)
- Joseph Patrick O'Donohoe, M.H.M. † (26 gennaio 1934 - 1944 dimesso)
  - Sede vacante (1944-1947)
- Nicholas Hettinga, M.H.M. † (24 luglio 1947 - 17 dicembre 1973 dimesso)
- Simeon Anthony Pereira (17 dicembre 1973 - 22 marzo 1993 nominato arcivescovo coadiutore di Karachi)
- Anthony Theodore Lobo † (28 maggio 1993 - 18 febbraio 2010 dimesso)
- Rufin Anthony † (18 febbraio 2010 succeduto - 17 ottobre 2016 deceduto)
- Joseph Arshad, dall'8 dicembre 2017[4]

## Statistiche
La diocesi nel 2021 su una popolazione di 41.311.365 persone contava 216.500 battezzati, corrispondenti allo 0,5% del totale.
| anno | popolazione | popolazione | popolazione | presbiteri | presbiteri | presbiteri | presbiteri                | diaconi | religiosi | religiosi | parrocchie |
| anno | battezzati  | totale      | %           | numero     | secolari   | regolari   | battezzati per presbitero | diaconi | uomini    | donne     | parrocchie |
| ---- | ----------- | ----------- | ----------- | ---------- | ---------- | ---------- | ------------------------- | ------- | --------- | --------- | ---------- |
| 1950 | 12.821      | 12.000.000  | 0,1         | 37         | 1          | 36         | 346                       |         |           | 103       | 16         |
| 1970 | 37.344      | 14.000.000  | 0,3         | 42         | 3          | 39         | 889                       |         | 48        | 124       | 20         |
| 1980 | 75.145      | 24.520.000  | 0,3         | 37         | 12         | 25         | 2.030                     |         | 33        | 96        |            |
| 1990 | 105.681     | 36.047.000  | 0,3         | 33         | 13         | 20         | 3.202                     |         | 26        | 103       |            |
| 1999 | 135.328     | 35.000.000  | 0,4         | 26         | 17         | 9          | 5.204                     |         | 18        | 113       | 21         |
| 2000 | 171.800     | 35.000.000  | 0,5         | 27         | 18         | 9          | 6.362                     |         | 16        | 99        | 19         |
| 2001 | 248.190     | 35.000.000  | 0,7         | 29         | 20         | 9          | 8.558                     |         | 15        | 104       | 18         |
| 2002 | 248.696     | 35.000.000  | 0,7         | 31         | 22         | 9          | 8.022                     |         | 14        | 104       | 18         |
| 2003 | 276.776     | 35.000.000  | 0,8         | 28         | 26         | 2          | 9.884                     |         | 7         | 103       | 18         |
| 2004 | 168.135     | 35.000.000  | 0,5         | 16         | 14         | 2          | 10.508                    |         | 6         | 109       | 18         |
| 2006 | 174.208     | 36.522.000  | 0,5         | 20         | 14         | 6          | 8.710                     |         | 15        | 118       | 18         |
| 2013 | 195.000     | 35.995.000  | 0,5         | 36         | 31         | 5          | 5.416                     |         | 24        | 104       | 20         |
| 2016 | 182.273     | 38.236.000  | 0,5         | 35         | 31         | 4          | 5.207                     |         | 19        | 112       | 21         |
| 2019 | 189.600     | 39.785.000  | 0,5         | 35         | 29         | 6          | 5.417                     |         | 17        | 102       | 22         |
| 2021 | 216.500     | 41.311.365  | 0,5         | 40         | 33         | 7          | 5.412                     |         | 16        | 95        | 24         |